# Joop Gankema
Joop Gankema (Amsterdam, 30 augustus 1949) is een voorman van de pinksterbeweging in Nederland. Hij was tot 2015 directeur van stichting Opwekking.

## Levensloop
Gankema volgde een technische opleiding en gaf leiding aan de technische afdeling van het bedrijf Hospital Equipment Services. Hij was elf jaar lang betrokken bij de gospelgroep de Burning Candles. Een jaar na zijn vertrek werd hij door Peter Vlug gevraagd om te komen werken voor Stichting Opwekking. Gankema ging daarop in. Volgens eigen zeggen had hij een visioen gehad in een kerkje in Friesland en "voelde dat de stichting mij nodig had en God mij zou sturen". Hij was jarenlang verantwoordelijk voor het geluid tijdens de conferentie Opwekking. Van 1999 tot 2015 was hij directeur van de organisatie. Onder zijn leiding groeiden de organisatie en de conferentie verder. 
Samen met zijn vrouw Wil heeft Gankema vier kinderen. Jarenlang woonde het gezin in Kampen en was Gankema  oudste in de Vrije Evangelische Gemeente in Zwolle. Het gezin verhuisde in 1994 naar Harderwijk toen Gankema voor stichting Opwekking begon te werken. Zij werden lid van een evangelische gemeente in Ermelo, waar Gankema soms voorgaat in de dienst. In een interview in 2010 gaf hij aan nog tot zijn 65e door te willen gaan. Dienovereenkomstig kondigde Gankema op 9 juni 2014, tijdens de 44e Opwekking-conferentie, zijn vertrek aan. Tijdens de Opwekking-conferentie in 2015 nam hij afscheid. Ruben Flach werd zijn opvolger. In 2015 won Gankema de Zilveren Duif Live Time Achievement Award.
In juli 2017 werd Gankema voorzitter van Groot Nieuws Radio. In april 2025 werd Willem Jan Mazier tot zijn opvolger benoemd.

## Publicatie
- Mijn leven met de grote Regisseur, 2021, Scholten Uitgeverij; ISBN 9789083171791